# Morêtel-de-Mailles
Morêtel-de-Mailles és un municipi francès situat al departament de la Isèra i a la regió d'Alvèrnia-Roine-Alps. L'any 2007 tenia 353 habitants.

## Demografia

### Població
El 2007 la població de fet de Morêtel-de-Mailles era de 353 persones. Hi havia 139 famílies de les quals 26 eren unipersonals (11 homes vivint sols i 15 dones vivint soles), 40 parelles sense fills, 62 parelles amb fills i 11 famílies monoparentals amb fills.
La població ha evolucionat segons el següent gràfic:
Habitants censats

### Habitatges
El 2007 hi havia 161 habitatges, 137 eren l'habitatge principal de la família, 12 eren segones residències i 12 estaven desocupats. 143 eren cases i 18 eren apartaments. Dels 137 habitatges principals, 108 estaven ocupats pels seus propietaris, 21 estaven llogats i ocupats pels llogaters i 8 estaven cedits a títol gratuït; 1 tenia una cambra, 6 en tenien dues, 25 en tenien tres, 31 en tenien quatre i 75 en tenien cinc o més. 124 habitatges disposaven pel capbaix d'una plaça de pàrquing. A 45 habitatges hi havia un automòbil i a 82 n'hi havia dos o més.

### Piràmide de població
La piràmide de població per edats i sexe el 2009 era:
| Homes | Edats   | Dones |
| ----- | ------- | ----- |
| 0     | 95 o +  | 0     |
| 0     | 90 a 94 | 0     |
| 0     | 85 a 89 | 4     |
| 0     | 80 a 84 | 4     |
| 0     | 75 a 79 | 0     |
| 0     | 70 a 74 | 12    |
| 12    | 65 a 69 | 4     |
| 0     | 60 a 64 | 8     |
| 32    | 55 a 59 | 20    |
| 4     | 50 a 54 | 8     |
| 12    | 45 a 49 | 8     |
| 16    | 40 a 44 | 24    |
| 4     | 35 a 39 | 8     |
| 8     | 30 a 34 | 8     |
| 0     | 25 a 29 | 0     |
| 4     | 20 a 24 | 16    |
| 12    | 15 a 19 | 9     |
| 12    | 10 a 14 | 12    |
| 8     | 5 a 9   | 20    |
| 8     | 0 a 4   | 4     |

## Economia
El 2007 la població en edat de treballar era de 236 persones, 182 eren actives i 54 eren inactives. De les 182 persones actives 170 estaven ocupades (86 homes i 84 dones) i 11 estaven aturades (6 homes i 5 dones). De les 54 persones inactives 25 estaven jubilades, 21 estaven estudiant i 8 estaven classificades com a «altres inactius».

### Ingressos
El 2009 a Morêtel-de-Mailles hi havia 145 unitats fiscals que integraven 388 persones, la mediana anual d'ingressos fiscals per persona era de 20.787 €.

### Activitats econòmiques
Dels 10 establiments que hi havia el 2007, 4 eren d'empreses de construcció, 1 d'una empresa de transport, 1 d'una empresa d'informació i comunicació, 1 d'una empresa immobiliària, 2 d'empreses de serveis i 1 d'una entitat de l'administració pública.
Dels 3 establiments de servei als particulars que hi havia el 2009, 2 eren electricistes i 1 empresa de construcció.
L'any 2000 a Morêtel-de-Mailles hi havia 10 explotacions agrícoles.

## Poblacions més properes
El següent diagrama mostra les poblacions més properes.